# Lorenzo Magnolia
Lorenzo Magnolia ist ein italienischer Filmregisseur.
Magnolia gehörte zu einer Straßentheatergruppe und war ab 1969 bei Elio Petri und anderen für etwa zehn Filme als Regieassistent beschäftigt; bei zwei weiteren wurde er als Darsteller verpflichtet. 1979 drehte er unter dem Pseudonym Petunia Hamilton einen Erotikfilm.

## Filmografie
- 1979: Der Typ mit dem goldenen Fifi (La parte più appetitosa del maschio)